# Silviano Delgado
Silviano Delgado (* 4. September 1969 in Coatzacoalcos, Veracruz) ist ein ehemaliger mexikanischer Fußballspieler auf der Position eines Verteidigers.

## Laufbahn
Delgado begann seine Profikarriere beim Puebla FC, für den er erstmals am 26. Januar 1992 in einem Spiel der mexikanischen Primera División gegen den Club Atlas (0:0) zum Einsatz kam. Rund neun Monate später erzielte er beim 4:2-Auswärtssieg der Camoteros bei den UAT Correcaminos am 18. Oktober 1992 seine beiden einzigen Treffer in der höchsten mexikanischen Spielklasse. Zunächst hatte er für den wichtigen 1:1-Ausgleich nach 30 Minuten gesorgt und dann in der 88. Minute den vorentscheidenden Treffer zur 4:1-Führung erzielt.
Nach seiner Zeit beim Puebla FC spielte er 1995/96 für den Deportivo Toluca FC und die nächsten vier Jahre beim CA Monarcas Morelia, bevor er sich in die zweite Liga zurückzog. Dort spielte er zunächst für die Lagartos de Tabasco, anschließend für die
Alacranes de Durango und die Albinegros de Orizaba sowie zuletzt für die Delfines de Coatzacoalcos.

## Olympiateilnahme
1992 gehörte Delgado zum Kader der mexikanischen U-23-Auswahl beim olympischen Fußballturnier. Er bestritt die drei Vorrundenspiele gegen Dänemark, Australien und Ghana, die alle 1:1 endeten und letztendlich für Mexikos vorzeitiges Ausscheiden verantwortlich waren.